# The Anti Doctrine
The Anti Doctrine war eine deutsche Band aus Düsseldorf.

## Geschichte
Das Projekt The Anti Doctrine aus Düsseldorf wurde ursprünglich unter dem Namen „Straight“ gegründet, unter dem man im Jahre 2003 die EP ...From the Heart veröffentlichte und als einzige Vorband bei der 2003er Soulfly Tour spielte. Nach dem Namenswechsel in „The Anti Doctrine“ veröffentlichte man im Jahr 2004 die EP Patterns of Liquid Red und im darauf folgenden Jahr auch das Debütalbum A Worldwide Elite and Its Downfall.

## Stil
„The Anti Doctrine“ spielen eine sehr progressive und experimentelle Mischung aus Hardcore und Metal, deshalb ist auch nur im Groben eine Zuordnung zum Metalcore möglich. Es werden verschiedenste Sparten aus Hardcore und Metal vermischt, so dass die Band, nicht zuletzt durch den Gesang des Sängers Carsten Albrecht, einen sehr charakteristischen und einzigartigen Klang bekommt.

## Diskografie

### EPs
- 2003: ...From the Heart (veröffentlicht unter dem alten Namen Straight)
- 2004: Patterns of Liquid Red

### Alben
- 2005: A Worldwide Elite and Its Downfall